# Home of the Brave - Eroi senza gloria
Home of the Brave - Eroi senza gloria (Home of the Brave) è un film del 2006 diretto da Irwin Winkler, incentrato su un gruppo di reduci della guerra in Iraq.

## Trama
Per quattro militari statunitensi da tempo in Iraq, è arrivato il momento di tornare a casa. Sopravvissuti ad un'imboscata, dovranno affrontare la prova più difficile della loro vita; tornare alla vita di tutti i giorni. Tra loro vi è un medico in profonda crisi familiare e una soldatessa a cui è stata amputata la mano destra, i quattro dovranno affrontare i loro traumi, perché le ferite dello spirito sono lente da rimarginare.

## Curiosità
- In Italia, il film è stato distribuito per il mercato home video DVD, con il divieto ai minori di 12 anni, nell'ottobre 2007.
- Il brano della colonna sonora Try Not to Remember, eseguito da Sheryl Crow, è stato candidato al Golden Globe.